# Lijst van voetbalinterlands Bermuda - Verenigde Staten
Deze lijst van voetbalinterlands is een overzicht van alle officiële voetbalwedstrijden tussen de nationale teams van Bermuda en de Verenigde Staten. De landen speelden tot op heden acht keer tegen elkaar. De eerste ontmoeting, een kwalificatiewedstrijd voor het Wereldkampioenschap voetbal 1970, werd gespeeld in Kansas City op 3 november 1968. Het laatste duel, een vriendschappelijke wedstrijd, vond plaats op 21 februari 1991 in Hamilton.

## Wedstrijden
| № | Plaats        | Datum            | Competitie           | Wedstrijd                  | Uitslag |
| - | ------------- | ---------------- | -------------------- | -------------------------- | ------- |
| 1 | Kansas City   | 3 november 1968  | WK 1970 kwalificatie | Verenigde Staten – Bermuda | 6 – 2   |
| 2 | Hamilton      | 10 november 1968 | WK 1970 kwalificatie | Bermuda – Verenigde Staten | 0 – 2   |
| 3 | Hamilton      | 17 maart 1973    | Vriendschappelijk    | Bermuda – Verenigde Staten | 4 – 0   |
| 4 | East Hartford | 9 september 1973 | Vriendschappelijk    | Verenigde Staten – Bermuda | 1 – 0   |
| 5 | Hamilton      | 7 oktober 1979   | Vriendschappelijk    | Bermuda – Verenigde Staten | 1 – 3   |
| 6 | Cocoa Beach   | 11 november 1989 | Vriendschappelijk    | Verenigde Staten – Bermuda | 2 – 1   |
| 7 | Hamilton      | 13 februari 1990 | Vriendschappelijk    | Bermuda – Verenigde Staten | 0 – 1   |
| 8 | Hamilton      | 21 februari 1991 | Vriendschappelijk    | Bermuda – Verenigde Staten | 1 – 0   |

## Samenvatting
| Competitie        | Totaal gespeeld | Winst Bermuda | Gelijk | Winst Verenigde Staten | Doelsaldo Bermuda – Verenigde Staten |
| ----------------- | --------------- | ------------- | ------ | ---------------------- | ------------------------------------ |
| WK-kwalificatie   | 2               | 0             | 0      | 2                      | 2 − 8                                |
| Vriendschappelijk | 6               | 2             | 0      | 4                      | 7 − 7                                |
| Totaal            | 8               | 2             | 0      | 6                      | 9 − 15                               |

Wedstrijden bepaald door strafschoppen worden, in lijn met de FIFA, als een gelijkspel gerekend.

## Details

### Zevende ontmoeting
| Vriendschappelijk (Hamilton, Bermuda, 13 februari 1990): |              | |
| Bermuda                                                  | 0 – 1        | Verenigde Staten |
|                                                          | goals        | 53' Chris Sullivan |
|                                                          | bondscoach   | Bob Gansler |
|                                                          | opstellingen | 46' Tony Meola Mike Windischmann John Doyle 46' Marcelo Balboa Paul Krumpe John Stollmeyer John Harkes Tab Ramos 46' Bruce Murray 46' Eric Wynalda Chris Sullivan |
|                                                          | wissels      | 46' Kasey Keller 46' Jimmy Banks 46' Jeff Baicher 46' Paul Caligiuri                                                                                              |

### Achtste ontmoeting
| Vriendschappelijk (Hamilton, Bermuda, 21 februari 1991): |              | |
| Bermuda                                                  | 1 – 0        | Verenigde Staten |
| Roderick Burchall 89'                                    | goals        | |
|                                                          | bondscoach   | |
|                                                          | opstellingen | Tony Meola Jimmy Banks Marcelo Balboa Jeff Agoos Troy Dayak 75' Paul Krumpe 64' Ron Dufrene Dominic Kinnear Bruce Murray Peter Vermes Eric Wynalda |
| Roderick Burchall 63' Meschach Wade 83'                  | wissels      | 64' Mark Santel 75' John DeBrito |

BFA · A-internationals · Bondscoaches · Statistieken · Bermudaans vrouwenelftal · Bermuda U21 · Bermuda U20 · Bermuda U19 · Bermuda U17
1960 – 1969 · 
1970 – 1979 · 
1980 – 1989 · 
1990 – 1999 · 
2000 – 2009 · 
2010 – 2019 ·
2020 − 2029
1964 · 
1965 · 
1966 · 
1967 · 
1968 · 
1969 · 
1970 · 
1971 · 
1972 · 
1973 · 
1974 · 
1975 · 
1976 · 
1977 · 
1978 · 
1979 · 
1980 · 
1981 · 
1982 · 
1983 · 
1984 · 
1985 · 
1986 · 
1987 · 
1988 · 
1989 · 
1990 · 
1991 · 
1992 · 
1993 · 
1994 · 
1995 · 
1996 · 
1997 · 
1998 · 
1999 · 
2000 · 
2001 · 
2002 · 
2003 · 
2004 · 
2005 · 
2006 · 
2007 · 
2008 · 
2009 · 
2010 · 
2011 · 
2012 · 
2013 · 
2014 ·
2015 ·
2016 ·
2017 ·
2018 ·
2019 ·
2020 ·
2021 ·
2022 ·
2023 ·
2024
Amerikaanse Maagdeneilanden ·
Antigua en Barbuda ·
Aruba ·
Bahama's ·
Barbados ·
Belize ·
Britse Maagdeneilanden ·
Brunei ·
Canada ·
Costa Rica ·
Cuba ·
Denemarken ·
Dominica ·
Dominicaanse Republiek ·
El Salvador ·
Finland ·
Grenada ·
Guatemala ·
Guinee ·
Guyana ·
Haïti ·
Honduras ·
IJsland ·
Jamaica ·
Kaaimaneilanden ·
Mexico ·
Montserrat ·
Nederlandse Antillen ·
Nicaragua ·
Noorwegen ·
Panama ·
Puerto Rico ·
Saint Kitts en Nevis ·
Saint Lucia ·
Saint Vincent en de Grenadines ·
Suriname ·
Trinidad en Tobago ·
Venezuela ·
Verenigde Staten
USSF · A-internationals · Selecties · Bondscoaches · Amerikaans vrouwenelftal · Olympisch elftal · USA -21 · USA -20 · USA -19 · USA -18 · USA -17
1885 – 1919 · 
1920 – 1929 · 
1930 – 1939 · 
1940 – 1949 · 
1950 – 1959 · 
1960 – 1969 · 
1970 – 1979 · 
1980 – 1989 · 
1990 – 1999 · 
2000 – 2009 · 
2010 – 2019 ·
2020 − 2029
CA 1993 · 
CA 1995 · 
CA 2007 · 
CA 2016
CC 1992 · 
CC 1999 · 
CC 2003 · 
CC 2009
WK 1930 · 
WK 1934 · 
WK 1950 · 
WK 1990 · 
WK 1994 · 
WK 1998 · 
WK 2002 · 
WK 2006 · 
WK 2010 · 
WK 2014
OS 1904 · 
OS 1924 · 
OS 1928 · 
OS 1936 · 
OS 1948 · 
OS 1952 · 
OS 1956 · 
OS 1972 · 
OS 1984 · 
OS 1988 · 
OS 1992 · 
OS 1996 · 
OS 2000 · 
OS 2008
Algerije ·
Antigua en Barbuda ·
Argentinië ·
Armenië ·
Australië ·
Azerbeidzjan ·
Barbados ·
België ·
Belize ·
Bermuda ·
Bolivia ·
Bosnië en Herzegovina ·
Brazilië ·
Canada ·
Chili ·
China ·
Colombia ·
Costa Rica ·
Cuba ·
Curaçao ·
Denemarken ·
DDR ·
Duitsland ·
Ecuador ·
Egypte ·
El Salvador ·
Engeland ·
Estland ·
Finland ·
Frankrijk ·
Ghana ·
GOS ·
Grenada ·
Griekenland ·
Guatemala ·
Guyana ·
Haïti ·
Honduras ·
Hongarije ·
Ierland ·
IJsland ·
Iran ·
Israël ·
Italië ·
Ivoorkust ·
Jamaica ·
Japan ·
Joegoslavië ·
Kaaimaneilanden ·
Kameroen ·
Koeweit ·
Letland ·
Liechtenstein ·
Luxemburg ·
Malta ·
Marokko ·
Martinique ·
Mexico ·
Moldavië ·
Nederland ·
Nederlandse Antillen ·
Nicaragua ·
Nieuw-Zeeland ·
Nigeria ·
Noord-Ierland ·
Noord-Korea ·
Noord-Macedonië ·
Noorwegen ·
Oekraïne ·
Oezbekistan ·
Oman ·
Oostenrijk ·
Panama ·
Paraguay ·
Peru ·
Polen ·
Portugal ·
Puerto Rico ·
Qatar ·
Roemenië ·
Rusland ·
Saint Kitts en Nevis ·
Saint Vincent en de Grenadines ·
Saoedi-Arabië ·
Schotland ·
Servië ·
Slovenië ·
Slowakije ·
Sovjet-Unie ·
Spanje ·
Thailand ·
Trinidad en Tobago ·
Tsjechië ·
Tsjecho-Slowakije ·
Tunesië ·
Turkije ·
Uruguay ·
Venezuela ·
Wales ·
Zuid-Afrika ·
Zuid-Korea ·
Zweden ·
Zwitserland
Algerije (2010) ·
België (2014) ·
Brazilië (2009, 2) ·
Duitsland (2014) ·
Engeland (2010) ·
Ghana (2006) · 
Ghana (2014) · 
Italië (2006) · 
Nederland (2022) ·
Portugal (2014) ·
Slovenië (2010) ·
Tsjechië (2006)